# Interprofessioneel akkoord
Een interprofessioneel akkoord (IPA) is een sectoroverschrijdend akkoord van de Belgische werknemers- en werkgeversorganisaties (Groep van Tien). Vaak wordt de regering als derde partner bij de onderhandelingen betrokken.
Deze akkoorden moeten steeds resulteren in collectieve arbeidsovereenkomsten, van de Nationale Arbeidsraad, van de verscheidene paritaire comités of in wetten en besluiten.

## Achtergrond
Het belangrijkste element van dit akkoord is de intentieverklaring om de lonen in een vooraf afgesproken tempo te laten stijgen. Deze tweejaarlijks afgesproken maximale loonstijging noemt men de loonnorm. Daarnaast komen er in een interprofessioneel akkoord ook afspraken voor met betrekking tot vorming en opleiding van werknemers, arbeidsomstandigheden, tewerkstellingsinspanningen, arbeidsduur, enzovoort.

## Geschiedenis
De loonnorm werd ingevoerd met de wet van 26 juli 1996 tot bevordering van de werkgelegenheid en tot preventieve vrijwaring van het concurrentievermogen. Een onderhandelde loonstijging moet voorkomen dat België zich internationaal uit de markt prijst. Ter voorbereiding van het IPA wordt door de Centrale Raad voor het Bedrijfsleven (CRB) een technisch verslag opgesteld. Hierin adviseert men een loonnorm op basis van de verwachte economische groei in België en zijn drie belangrijkste handelspartners: Duitsland, Frankrijk en Nederland. Volgens de wet moet de loonnorm bij ministerieel besluit bekrachtigd worden en is ze dus afdwingbaar. Dit is echter nog maar één maal gebeurd, namelijk voor de periode 1997-1998, waar de sociale partners niet tot een akkoord kwamen en de regering de geadviseerde norm overnam.

## Evolutie van de loonnorm
- 1997-1998: 6,1%[1]
- 1999-2000: 5,9%
- 2001-2002: 6,4% - 7%[2]
- 2003-2004: 5,4%
- 2005-2006: 4,5%
- 2007-2008: 5,0%
- 2009-2010: 250 euro
- 2011-2012: 0,3%
- 2013-2014: 0,0%
- 2015-2016: 0,5% + 0,3%
- 2017-2018: 1,1%
- 2019-2020: 1,1%
- 2021-2022: 0,4%